# Pockenholz

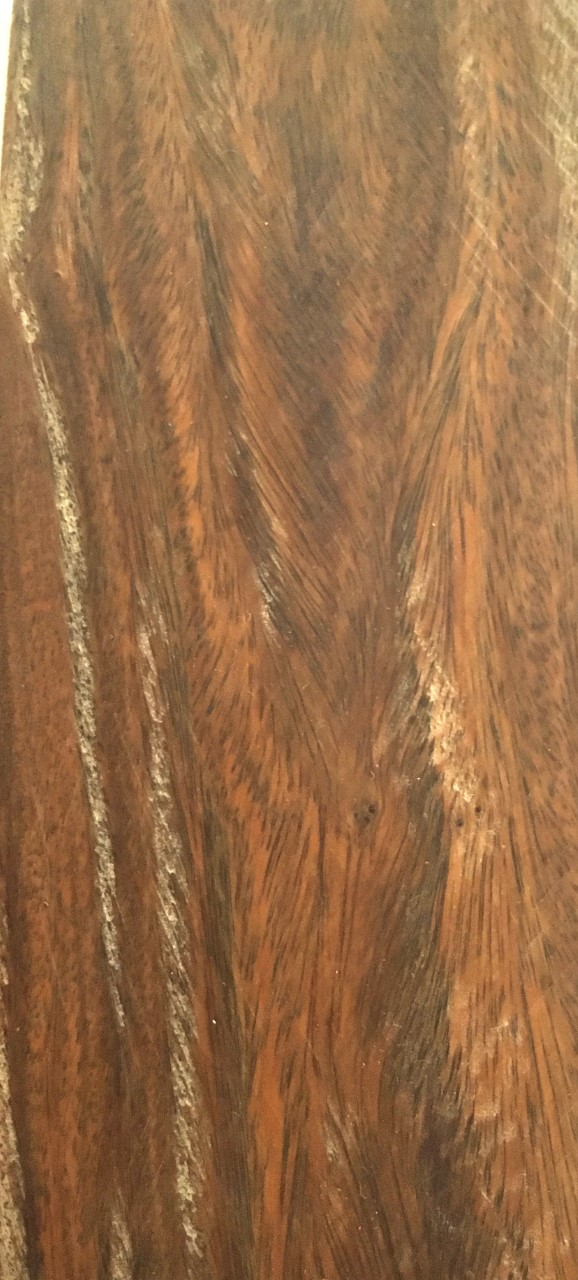
Kärnved av Guaiacum officinale.

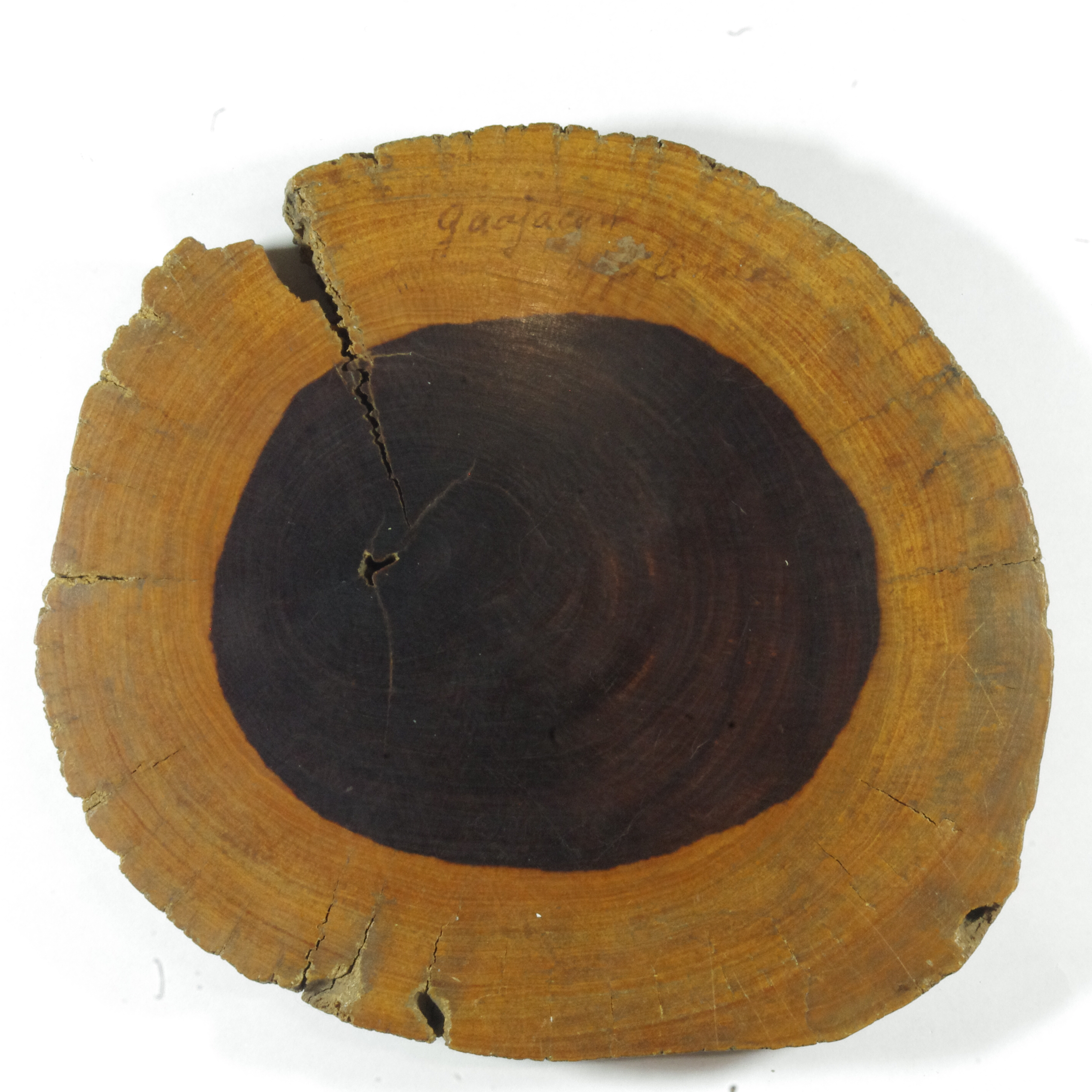
Kärnved av Guaiacum officinale.

Pockenholz, eller pockenholts, även Lignum guaiacum eller Lignum vitae (latin lignum, "trä", vitae, "livets"), är det träslag som fås från arter av släktet Guaiacum (speciellt  G. sanctum, men även G. officinale och G. coulteri), vilka växer i bl.a. Västindien, Florida och norra Sydamerika. Dess kärnved är ett av de tyngsta och hårdaste träslag man känner till (med en densitet på kring 1,23 g/cm3 sjunker det således i vatten).
Namnet pockenholz (från tyska pocken "koppor", "syfilis", och holz, "trä"), har sitt ursprung i att man fordom trodde att träet kunde användas som botemedel mot syfilis och smittkoppor.

## Användning
Pockenholz användes förr till lagringar av propelleraxlar på fartyg. På grund av sin egenskap att inte ta åt sig vatten används det än idag för lager till maskindelar som är belägna under vatten men också där det är svårt att smörja. Liknande användningsområden är som glidklossar och glidsula till hyvlar. 
För träets hårdhet, tyngd och hållbarhet används det till träklubbor (till exempel för islagning av hjullager), och till bowlingklot. 
Andra användningsområden är för medicinskt bruk (bland annat för att påvisa blod i urin och avföring), och som tillsats till alkoholhaltiga drycker.

## Växtskydd
Hela släktet Guaiacum ingår i CITES appendix III och all handel med växtdelar och derivat är reglerade utom frön, pollen och färdigpackade produkter klara för försäljning och direkt bruk.